# Uruguay az 1998. évi téli olimpiai játékokon
Uruguay a japán Naganóban megrendezett 1998. évi téli olimpiai játékok egyik részt vevő nemzete volt. Az országot az olimpián 1 sportágban 1 sportoló képviselte, aki érmet nem szerzett. Uruguay először vett rész a téli olimpiai játékokon.

## Alpesisí
Férfi
| Versenyző           | Versenyszám | 1. futam | 1. futam | 2. futam | 2. futam | Összesítés | Összesítés |
| Versenyző           | Versenyszám | Idő      | Hely.    | Idő      | Hely.    | Idő        | Helyezés   |
| ------------------- | ----------- | -------- | -------- | -------- | -------- | ---------- | ---------- |
| Gabriel Hottegindre | Műlesiklás  | 1:01,98  | 31.      | 1:01,29  | 24.      | 2:03,27    | 24.        |